# Protocollen van Parijs
De Protocollen van Parijs waren een overeenkomst tussen nazi-Duitsland en Vichy-Frankrijk waarover in mei 1941 werd onderhandeld. Het verdrag is nooit geratificeerd. Admiraal François Darlan vertegenwoordigde Frankrijk en de Duitse ambassadeur Otto Abetz vertegenwoordigde de Duitsers.
De Protocollen van Parijs garandeerden de Duitsers gebruik van militaire faciliteiten in Syrië, Tunesië en Frans-West-Afrika. In ruil daarvoor kregen de Fransen een vermindering van de bezettingskosten (van 20 miljoen tot 15 miljoen Reichsmark per dag), terugkeer van 6.800 Franse experts uit krijgsgevangenkampen en vermindering van de beperkingen tussen het "bezette Frankrijk" en het "onbezette Frankrijk".
De Protocollen van Parijs worden gezien als een hoogtepunt van collaboratie van Vichy-Frankrijk met nazi-Duitsland. Maar Darlan wilde betere voorwaarden en uiteindelijk vervielen de protocollen; ze werden nooit geratificeerd.